# 中山邦夫
中山邦夫（なかやま くにお）は、日本の音楽プロデューサー。1978年11月26日生まれ。Punk＆Popバンド「920s」の中国での活動を経て、北京を拠点に中国人歌手のプロデュース、日本人アーティストの中国展開。その他音楽・映像制作、イベント・キャスティング運営、マネジメント事業等を行っている。

## 経歴
出身は横浜。1999年に中国へ渡り、2000年に結成した留学生バンド920楽隊で中国エンタメ界へ進出。2004年北京市政府主催「朝陽流行音楽周」（ミュージック・フェスティバル）野外音楽祭にて全国70組のバンドマンが参加の中、最優秀バンド賞受賞。その後2006年より中国人アーティストのマネジメント、音楽・映像制作などを手掛ける。日本進出も果たしたAlanのプロデュースや、元SuperJunior韓庚（ハンギョン・HanGeng・韩庚）、SMAPの中国語曲制作など日中双方に関わりのある業務を多く担当。自身がトータルプランニングした韓庚の「小丑面具／ClownMask」のPVは中国のグラミー賞「音楽風雲榜」、Channel【V】全球華語榜中榜を受賞。その後独立し第4季VoiceofChina中国好声音日本地区最優秀賞グランプリ受賞。カルチャー・ライフスタイル誌＜Pen＞主催“世界に誇るべき ニッポンの100人”.に選出されるなど、現在では株式会社SecondCulture（セカンドカルチャー）の代表としても活動している。日本人初の中国先行型デビューを果たしたアーティスト＜七穂＞の総合プロデューサー。日本・アメリカ・中国にて飲食経営・コンサルティング事業の展開をも手掛ける。アーティスト＜whogen_風弦＞ Total Producer。中華人民共和国駐大阪総領事館より広報アドバイザーに任命される。
- 1999年
  - 中国北京へ渡る。
  - 北京外国語大学入学
- 2000年
  - 自身がアーティストとしてプロデュースするバンド<920楽隊>を結成し中国エンタテイメント界に進出。
- 2002年
  - 日中国交正常化30周年記念ライブ北京・上海ツアーにて財団法人日本音楽産業より最優秀栄誉賞受賞。
- 2003年
  - BTV-北京TV局 正月歌番組＜外語春節晩会＞に外国人として初の歌唱出演。
  - 北京外国語大学卒業
- 2004年
  - 北京市朝陽区政府主催の朝陽流行音楽周（Music POP Festival）最優秀賞を受賞[2]。
- 2005年
  - 920s 1stAlbum「EYE-OPENER」release
- 2006年
  - エイベックスチャイナで制作担当。アジアA&R、サウンドディレクター、アーティストプロデュースを行う。 （2006-2012）
- 2012年
  - 韓庚「小丑面具／ClownMask」MusicVideoトータルプランニング担当。ヨーロッパMTV EMAにてBestMusicVideo賞受賞。中国「音楽風雲榜」、Channel【V】全球華語榜中榜にて最佳录影带(BestMusicVideo)受賞。
- 2013年
  - ＜NEW WORLD GROUP（株式会社ニューワールドプラス）＞ COO兼CreativeDirector （2013-2019）
- 2013年
  - 書籍<日本人108人の それでも私たちが中国に住む理由＞掲載。 2015年
  - 中国オーディション歌番組（第4季VoiceofChina中国好声音）日本地区最優秀賞グランプリ受賞。
  - CRI中国国際放送局第37回《红白歌会》審査員
  - 安徽卫视(Anhui TV Station) <我为歌狂>Final ゲスト審査員として菊池一仁と出演
  - Alan、菊池一仁、中山邦夫、中国情報バラエティ番組＜音悦大来宾＞ゲスト出演
- 2014年
  - 読売新聞「人 世界が舞台」国際版2014年4月26日に掲載される。
  - CRI中国国際放送局第38回《红白歌会》審査員
- 2015年
  - 雑誌＜PEN＞No.380（4/15発刊）特集＜世界に誇るべきニッポンの100人＞掲載[3]。
  - 深圳市歌志軒餐飲有限公司 設立
- 2016年
  - ToshiYoroizukaBEIJING オープン
  - 油そば専門店 歌志軒 China オープン

- 2018年
  - BACK-ON_爆音 中華圏展開プロデュース
  - エイベックス株式会社と業務委託契約締結、＜Avex China Inc. エイベックスチャイナ （爱贝克思(北京)文化传媒有限公司)＞ ExecutiveAdviser 就任。
  - 株式会社ドワンゴとの中国展開における顧問契約締結
- 2019年
  - 株式会社SecondCulture セカンドカルチャー President&CEO就任。
  - テレビ朝日ミュージックとのプロデューサー契約を締結
- 2020年
  - 中国サバイバルオーディション番組「青春有你season2/YouthWithYou」，歌唱オーディション番組「这样唱好美/MissVoice」出演の＜七穂＞マネジメント兼総合プロデューサー。
- 2020年
  - 中国国内の音楽配信の８割を占めると言われるテンセント・ミュージック・エンタテインメント（Tencent Music Entertainment Group (TME)）初となる日本人歌手「七穂」との独占契約が決定。 9月20日débutALBUM『我是七穂』をリリース。総合プロデューサー担当。
- 2021年
  - ＜七穂＞プロデュース。single＜TikTak＞JP&CNver release 。本作Total Producer / 作詞 作曲 担当。
  - ＜七穂＞プロデュース。2nd ALBUM＜穗月有你＞release  本作Total Producer / 作詞 作曲、 MusicVideo 監督・TotalPlanning 担当。
- 2022年
  - 北京2022冬季五輪テーマソング＜一起向未来（Together for a Shared Future）Japanese Ver.～共に未来へ～＞Producer、MusicVideoトータルプランニング担当。
  - 株式会社SecondCulturePlus設立
  - 新感覚レストラン「肉と魚SecondClassTokyo」オープン　https://secondclasstokyo.com
  - KAJIKEN RAMENアメリカ1号店オープンを手掛ける。
- 2023年
  - テレビ朝日ミュージック所属アーティスト＜CandyBoy＞プロデューサー。
  - 中華人民共和国駐大阪総領事館より広報アドバイザーに任命される。
  - SUMMER SONIC2023出演台湾3人組ロックバンド-宇宙人（Cosmos People）新曲＜Expired 〜期限切れの愛〜＞作詞提供
  - アカデミー賞受賞＜おくりびと：滝田洋二郎＞監督初中国映画＜我爸没说的那件事/ SILENCE OF SMOKE＞2023年11月3日公開（主演：張国立（ZhangGuoLi）韓庚（HanGeng）On-Set Translator/Coordinate業務。
- 2024年
  - SNS開設1年で総再生回数4000万回越え！ "風"のような声を持ち、発声帯 "弦" として名付けられた、令和のシンガーソングライター＜whogen_風弦＞総合プロデューサー。
  - ＜whogen_風弦＞SNS；Instagram https://instagram.com/whogen__?igshid=MzRlODBiNWFlZA== ＜whogen_風弦＞SNS；tiktok https://www.tiktok.com/@whogen_?_t=8edNbWalJHG&_r=1　
  - 日本初LINEミニアプリ型ショートドラマ「デリバリー配達員の逆転人生」ラインプロデューサー
  - whogen 1st MiniAlbum「breath」サウンドプロデューサー

- 2025年
  - 作詞提供＜I Don't Like Mondays.＞

## 主な制作
- 2007年
  - 女優/歌手：江一燕（JiangYiyan）プロデュース。中国TOPプロデューサー<張亜東><李焯雄><譚伊哲>等と合作，サウンドディレクターを担当。1stAlbum<星光电影院>を中国著名プロデューサー張亜東とリリース (代表作品:ドラマ我们无处安放的青春形象歌曲<雨中圆舞曲>)
- 2008年
  - Alan(阿兰)1stEP<心战〜REDCLIFF〜>映画REDCLIFF（レッドクリフ・赤壁part1）主題歌リリース、A&R、SoundDirector担当。プロデューサーは菊池一仁。
  - Alan(阿兰)初コラボ楽曲 & 中国大陸歌手(魏晨) EPSONプリンターMEシリーズイメージソング<加油!你有ME!>サウンドディレクター担当。
- 2009年
  - Alan(阿兰)1stAlbum<心的東方>リリース。<ChineseVer 赤壁～大江东去～/ JapaneseVer 久遠の河>[4]映画REDCLIFF（レッドクリフ・赤壁part2）主題歌リリース、A&R、SoundDirector担当。＜赤壁・大江東去＞MusicVideo監督担当
- 2010年
  - Alan(阿兰)2ndAlbum<蘭色～LoveMoonLight～>リリース、A&R、VisualDirector,SoundDirector担当。プロデューサーは菊池一仁。SHARP携帯イメージソング＜炫影〜Sharp Light〜＞作曲担当。＜落单的翅膀＞Chorus担当。
  - Alan(阿兰)2ndAlbum<蘭色～LoveMoonLight～>香港限定版release、EPSONプリンターMEシリーズイメージソング＜有ME就好＞香港《新城国語力颁奖》新城国語力・新人王２冠受賞。
- 2011年
  - SMAP<世界に一つだけの花ChineseVersion（世界上唯一的花）>、<夜空ノムコウChineseVersion（夜空的彼岸）> SoundDirector、Chorus、担当。中国にて＜We are SMAP＞avexChinaよりリリース。9月16日北京工人体育場にて初の海外コンサートを開催。
- 2012年
  - 日中合作映画＜藏獒多吉（チベット犬物語 〜金色のドージェ〜）＞主題歌「ECHOES:日本語ver」「呼喚:中国語ver」SoundDirector担当。本作MusicVideo監督 を担当。
- 2013年
  - 山下智久上海東方衛視SMGカウントダウンライブ＜梦圆东方跨年盛典＞出演、制作・コーディネート担当。
  - SMAP 上海東方衛視SMG正月番組＜春节晚会＞出演、制作・コーディネート担当。
- 2013年
  - Alan<LoveSong～きっともう一度～>作詞、SoundDirector担当。

- 2014年
  - アンナケイ AK 葉子淇（AnnaKay ） - 《時光之舞》MusicVideo ExecutiveDirector
  - アンナケイ AK 葉子淇（AnnaKay ） - 《樹的夢》MusicVideo ExecutiveDirector
  - Perfect World完美世界 神雕侠侣 <歌唱：alan 爱未走遠>Short Film ExecutiveDirector（ゲスト出演：符龍飛／符龙飞）

- 2015年
  - VirtualCharacter 8911《答案就是自己》 作詞：崔恕 / 作曲：菊池正 / プロデューサー：中山邦夫
  - iQIYI(爱奇艺)アニメ《灵域》主題歌《浴火重生》作詞：李文賢 / 作曲：中山邦夫/谷脇啓介 / プロデューサー：中山邦夫[5] 歌唱：Alan( 阿兰 ) 。
  - 羅志祥Show Lo – 北極星POLE STAR feat May J. <北極星 feat Show Lo > RecordingDirecter
- 2016年
  - 韩庚2016年アルバム《韩庚 - 《夜伴三庚HanGing30》MV（日文版）》[6]作詞，MusicVideoトータルプランニング担当。
  - 中国アイドルユニットAstro12をプロデュース。1stSg＜ASTRO12＞,2ndSg＜等你归来＞AkiraSunset,DAISHIDANCEと合作。
- 2017年
  - 王青1stAlbum［十二月］＜憧憬＞SoundDirector担当。作詞： 王青 作曲：菊池一仁 編曲：渡辺徹 歌唱：王青
  - 嚴藝丹 Ivy Yan《 等 Promise 》MusicVideo TotalPlanning
- 2018年
  - BACK-ON_爆音 中華圏限定配信「夢想～Carry on～」サウンドディレクター担当
  - BACK-ON_爆音 中華圏限定配信「黑色小丑 ～Clown～」サウンドディレクター担当
- 2019年
  - ＜Yo!Bang!由你音乐榜《梦想~Carry on~》表演> - 日本人气乐队BACK-ON(爆音),清亮嗓音火力全开。当年在上海举办《Bring the Noise -extra china 爆音来袭-中国专场》
  - 17（イチナナ）台湾選抜TOP3（張聖子・亮金金・小柴）SoundDirector担当。三作作曲：菊池一仁

```
張聖子 Lucia - 小露 - 《
沒有放棄的理由
 
MusicVideo
》 亮金金 Kim - 《
發生什麼事情 What's Going On
》 小紫 Vanessa - 《
Love Again
》
```

- 2020年
  - 中国サバイバルオーディション番組「青春有你season2/YouthWithYou」，歌唱オーディション番組「这样唱好美/MissVoice」出演の＜七穂＞プロデューサー。
  - 9月20日 テンセント・ミュージック・エンタテインメント（Tencent Music Entertainment Group (TME)）初となる日本人歌手「七穂」との独占契約を締結させる。Début ALBUM『我是七穂 』Total Producer。
  - ＜七穂＞MusicVideo（想太多／每天爱你多一些／慢慢／我的心没有回程）4作連続リリース，Total Producer
- 2021年
  - ＜七穂＞新曲＜TikTak〜ChineseVer〜＞、＜TikTak〜JapaneseVer〜＞を日本：TikTok、中国：Douyinにてショート動画の日中同時先行配信を果たす。＜TikTak〜ChineseVer〜＞では＜青春有你2＞でルームメイトだったAKB48TeamSH沈莹，AKB48TeamSH胡馨尹とのコラボレーションが実現。＜七穂TikTok＞本作Total Producer / 作詞 作曲 担当。
  - 2月4日＜TikTak〜ChineseVer〜＞MV・DegitalSingleフルバージョンを「TENCENT MUSIC ENTERTAINMENT GROUP (TME:騰訊音楽娯楽集団)」にて配信。          （作詞・作曲：中山邦夫 / 中文作詞：孫以恩 / 編曲：Junichi‘我流’Matsuda）。3月1日＜TikTak〜JapaneseVer〜＞MV配信開始。
  - ＜七穂＞2ndALBUM＜穗月有你＞release！Total Producer（Sound Producer・MusicVideo Total Planning他）担当。
  - ■『穗月有你』  2021年9月20日リリース  〈全収録曲MusicVideo 監督・TotalPlanning〉
  - 1. 七个音符的距离〜SevenNotes〜  2. 麻吉de無理（接受不了）3. 新起点  4. 天空里潜水的鱼  5. 形状 6. 安静〜Japanese Ver.〜  7. 七个音符的距离〜SevenNotes〜piano ver.
    - ＜七个音符的距离〜SevenNotes〜＞作曲。（作曲 中山邦夫 / 胡臻koshin  作詞 周煒傑 / 孫以恩　編曲 Junichi‘我流’Matsuda / 中山浩佑）
    - ＜麻吉de無理（接受不了）＞作曲。（作曲 中山邦夫 / 胡臻koshin  作詞 甘世佳  編曲 胡臻koshin / 中山浩佑）
    - ＜新起点＞作曲。（作曲 中山邦夫 / Junichi‘我流’Matsuda  作詞 孫以恩　編曲 Junichi‘我流’Matsuda）
    - ＜形状＞作曲。作曲 中山邦夫 / Junichi‘我流’Matsuda  作詞 甘世佳  編曲 Junichi‘我流’Matsuda
    - ＜安静〜Japanese Ver.〜＞作詞。作曲 周杰伦（JayChou）作詞 中山邦夫  編曲 Junichi‘我流’Matsuda
- 2022年
  - 北京2022冬季五輪テーマソング＜一起向未来（Together for a Shared Future）Japanese Ver.～共に未来へ～＞Producer担当。MusicVideoトータルプランニング担当。その他多言語Version協力。Presented by：CHINA MEDIA GROUP（CMG：中央広播電視総台亜非中心Asian and African Languages Programming Center）
- 2023年
  - ゲーム『LOOP8（ループエイト）』メインテーマソング「原風景」：キャスティング・制作協力
  - 宇宙人（Cosmos People）title：＜Expired 〜期限切れの愛〜＞詞 Lyricist ：中山邦夫 Nakayama Kunio　曲 Composer：林忠諭 Cosmos J　編曲 Arranger：宇宙人 Cosmos People、唐承運 Cheng Yun Tang
  - アカデミー賞受賞＜おくりびと：滝田洋二郎＞監督初中国映画＜我爸没说的那件事/ SILENCE OF SMOKE＞2023年11月3日公開（主演：張国立（ZhangGuoLi）韓庚（HanGeng）On-Set Translator/Coordinate業務。

2024年
- whogen's 1st Single 「忘れない」（Titles outside of Japan: I’ll never forget）ショートドラマ「デリバリー配達員の逆転人生」主題歌

Composer：whogen / Lyricist：whogen / Arranger：Junichi‘我流’Matsuda / Producer：中山邦夫 / Label:SecondCultureRecords / Performed by：whogen
- whogen’s 2nd Single 「夏の日記」（Titles outside of Japan: Summer Diary）

Composer：whogen / Lyricist：whogen / Arranger：Junichi‘我流’Matsuda / Producer：中山邦夫 / Label:SecondCultureRecords / Performed by：whogen　
- whogen’s 3rd Single 「river-涙-」（Titles outside of Japan: river -Tears-）

Composer：whogen / Lyricist：whogen / Arranger：Junichi‘我流’Matsuda / Producer：中山邦夫 / Label:SecondCultureRecords / Performed by：whogen
- whogen 1st MiniAlbum『 breath 』 To be released on Nov. 25th.(Mon.), 2024

M1. 「会いたいよ」/「 miss you 」
M2. 「夏の日記」/「 Summer Diary 」
M3. 「忘れない」/「 I‘ll never forget 」
M4. 「飛び出して Highway 」/「 Highway 」
M5. 「river -涙-」/「 river-Tears- 」
M6. 「わがまま」/「 sayonara 」
Total producer：中山邦夫 Arranger：Junichi‘我流’Matsuda Composer＆Lyricist：whogen Label：SecondCultureRecords
- 2025年
  - 【I Don't Like Mondays.】作詞提供。Title：＜全都怪你＞～全部アナタのせいなんだChineseVer～

　　Lyricist： 中山邦夫 / Composer： I Don’t Like Mondays. / Arranger：I Don’t Like Mondays.  